# Posizione laterale di sicurezza
La posizione laterale di sicurezza, o PLS, è una tecnica di primo soccorso utilizzata per permettere ad un infortunato in stato di incoscienza di respirare liberamente. 
L'applicazione di questa manovra si limita alle situazioni in cui il soggetto abbia un battito cardiaco presente e respirazione efficace; in caso contrario bisogna ricorrere a procedure di rianimazione. 
Nonostante l'utilità di questa manovra, chiunque si trovi di fronte ad un infortunato non può operarla immediatamente, ma deve sempre osservare un preciso comportamento volto a garantire innanzitutto la sicurezza del soccorritore e, quindi, la sicurezza e la salvaguardia del soggetto da soccorrere.
Posizionando un soggetto in PLS si muove la colonna vertebrale, ed è quindi una manovra da evitare qualora si abbia il sospetto, o la certezza, di un trauma vertebrale.

## Scopo

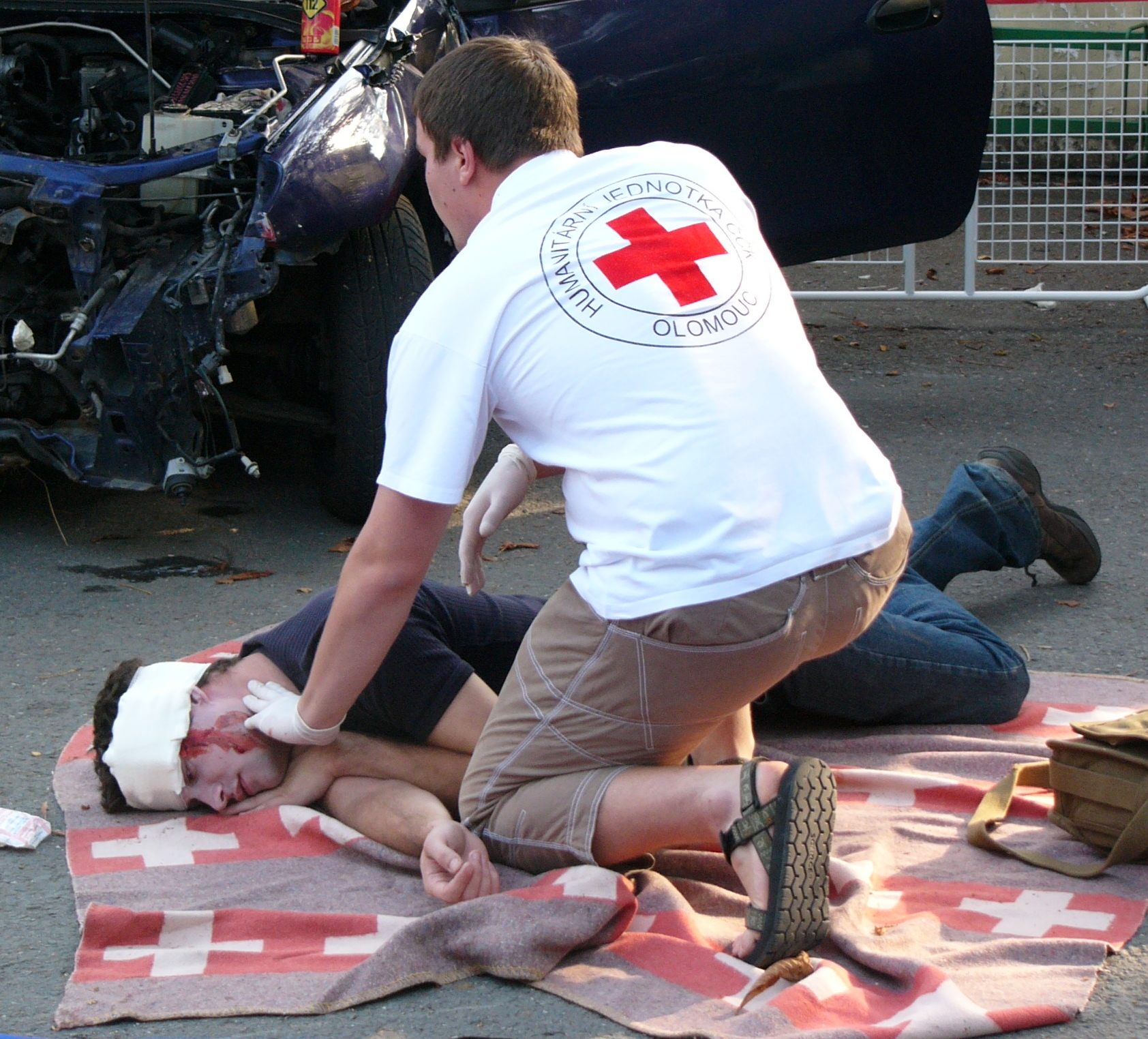
Infortunato posto in posizione laterale di sicurezza.

La posizione laterale di sicurezza permette di evitare il rischio di soffocamento per ostruzione delle vie respiratorie, il che può avvenire, in particolare, se la persona è supina e priva di coscienza. 
Il soffocamento avviene per due cause possibili:
- ostruzione meccanica: un oggetto blocca le vie respiratorie. In molti casi si tratta della lingua della persona stessa, che cade all'indietro (quindi nella faringe) a causa della perdita di tono muscolare dovuta allo stato di non coscienza.
- ostruzione dovuta a fluidi, ad esempio nel caso in cui il vomito del malcapitato si fermi nella faringe, ostruendola. Può capitare che la perdita di tono muscolare porti alla fuoriuscita di parte del contenuto dello stomaco. È possibile, inoltre, che parte dei contenuti rigurgitati finisca nei polmoni (ab ingestis).

La PLS permette all'infortunato di respirare liberamente proprio perché impedisce alla lingua di scivolare verso la gola e, in caso di vomito, i liquidi non vanno ad ostruire le vie aeree ma scorrono verso l'esterno del cavo orale.

## Linee guida
Esistono diverse versioni della posizione laterale di sicurezza, con piccole differenze tra le une e le altre, ma tutte condividono gli stessi principi di base:
- la bocca è rivolta verso il basso, in modo che eventuali liquidi possano scorrere all'esterno e non ostruire le vie aeree del soggetto;
- il mento è rivolto leggermente verso l'alto in modo da mantenere l'epiglottide aperta;
- le braccia e le gambe sono incrociate, in modo da rendere stabile questa posizione;
- se possibile, si può cercare di mantenere l'allineamento della colonna vertebrale tramite un cuscino o la mano stessa del soggetto.

La posizione ottenuta dovrebbe essere il più naturale possibile e non dovrebbe generare pressioni sul petto che possano rendere difficoltosa la respirazione.

### Esecuzione
A partire da un soggetto in posizione supina con gli arti allineati lungo il corpo si deve innanzitutto individuare il lato su cui questo andrà ad appoggiare, dopodiché il soccorritore:
1. si posiziona dal lato scelto, controlla che nella bocca non ci siano oggetti (dentiera, gomme da masticare, ecc.) in grado di ostruirlo (se sono presenti bisogna asportarli);
2. poi piega il ginocchio che si trova sul lato opposto ed estende accanto a sé il braccio del soggetto, lasciando il gomito flesso (il braccio ed il torace formano così un angolo di circa 90 gradi sul terreno; il ginocchio forma, invece, un angolo meno esteso e verticale);
3. posiziona la mano dell'arto superiore opposto a sé tra la testa dell'infortunato e la spalla dal proprio lato, o poco più in basso;
4. infine, afferra il soggetto per la spalla e per il fianco opposti a sé e, tirando, fa ruotare il corpo dell'infortunato, che dovrebbe ritrovarsi accovacciato sul lato prescelto, con la mano del lato opposto sotto la testa (se presente, un secondo soccorritore può sostenere il capo durante la rotazione per evitare movimenti bruschi;
5. terminate queste manovre, è importante restare per effettuare il controllo periodico della presenza e della regolarità del respiro e del battito cardiaco e, comunque, non deve essere abbandonato il soggetto fino all'arrivo dei soccorsi qualificati.